# Onbewuste kennis
Onbewuste kennis of ontastbare kennis (van het Engelse tacit knowledge) is een concept ontwikkeld door wetenschapper en filosoof Michael Polanyi. Hij noemde het zelf 'tacit knowing'. Het begrip is later doorontwikkeld door Nobelprijswinnaar Daniel Kahneman.
Het is een vorm van individuele kennis die 'in het hoofd zit' en moeilijk overdraagbaar is. Deze vorm van kennis bevat vaak (cultuurgebonden) waarden, ervaringen en attituden. Overdracht vindt meestal plaats door interactie, waarbij leerprocessen van belang zijn. Ikujiro Nonaka en Hirotaka Takeuchi ontwierpen een schema waarin het overgeven van impliciete en expliciete kennis gerepresenteerd wordt. 
Onbewuste kennis wordt ook wel vertaald met de begrippen 'know how' en 'know who'. Het staat naast (1) expliciete kennis (feitenkennis), dat uit boeken of geschriften kan worden verkregen, en ook weer makkelijk overdraagbaar is, en naast (2) impliciete kennis, kennis die we expliciet zouden kunnen maken, maar waarbij we dat niet doen, bijvoorbeeld omdat het niet tactisch is, we het niet de moeite waard vinden, of we het over het hoofd zien. Beelddenkers combineren impliciete- en expliciete kennis automatisch tot beelden (antwoorden, conclusies, begrip van zaken), of juist niet.
Vormen van onbewuste kennis zijn handelingen, intuïtie en routines. Onbewuste kennis wordt toegepast bij de institutionele benadering van neoklassieke economische modellen. Deze klassieke modellen gaan ervan uit dat economische actoren in staat zijn onbeperkt alle alternatieve mogelijkheden in beeld te krijgen en tegen elkaar af te wegen ten einde hun primaire doelstelling te bereiken, winstoptimalisatie. In de praktijk is dat echter niet haalbaar omdat mensen en organisaties geen alwetende beslissers zijn met onbeperkt calculerende vermogens en andere doelstellingen hebben dan winstoptimalisatie alleen (bijvoorbeeld duurzaamheid, loyaliteit, solidariteit, marktaandeel). Hun doelstelling is pluriform en hun rationaliteit is beperkt. Omdat eindeloos informatie inwinnen, onderhandelen en mogelijkheden afwegen met hoge (transactie- en/of besluit)kosten gepaard gaan zal men op een gegeven moment de knoop doorhakken op basis van tacit knowledge.